# Phongsali
Phongsali is de hoofdplaats van de Laotiaanse provincie Phongsali.
Phongsali telt ongeveer 15.000 inwoners.